# Poliosia muricolor
Poliosia muricolor är en fjärilsart som beskrevs av Walker 1862. Poliosia muricolor ingår i släktet Poliosia och familjen björnspinnare. Inga underarter finns listade i Catalogue of Life.